# Rande Gerber
Rande Gerber (Nova Iorque, 27 de abril de 1962)  é um empresário norte-americano responsável pela fundação das empresas Casamigos  e Midnight Oil. Gerber é o detentor do Gerber Group. É atualmente casado com a supermodelo Cindy Crawford e pai da modelo Kaia Gerber. 

## Biografia
Rande Gerber nasceu na cidade de Nova Iorque no ano de 1962. Formou-se em marketing na Universidade do Arizona e trabalhou durante vários anos como modelo. No fim dos anos 90 dedicou-se à criação de negócios como restaurantes e bares e em 2013 vendeu a sua empresa Casamigos Tequila à Diageo (detentora da Smirnoff, Johnnie Walker e Baileys). Casou no ano de 1998 com Cindy Crawford e tem dois filhos, Presley Walker e Kaia Gerber.
1. ↑   https://www.businessinsider.com/the-incredible-life-of-cindy-crawfords-husband-rande-gerber-2017-5?amp
2. ↑   https://m.timesofindia.com/life-style/food-news/george-clooneys-tequila-brand-listed-among-the-worlds-most-valuable-spirits/amp_etphotostory/93302639.cms
3. ↑   https://hauteliving.com/2022/07/rande-gerber-is-in-the-pursuit-of-passion/716429/